# Petit-Comminges
Sous l'Ancien Régime, le Petit-Comminges était un diocèse civil des États du Languedoc.

## Création
Le 29 avril 1469, Louis XI attribue à la Guyenne la partie du comté de Comminges située sur la rive gauche de la Garonne.

## Territoire
Le Petit-Comminges comprenait onze paroisses :
- Argut-Dessus[1] (a fusionné en 1974 avec Boutx)
- Cier-de-Rivière[2]
- Huos
- Martres-de-Rivière[3]
- Mazères-sur-Salat[4]
- Melles[5]
- Montsaunès[6]
- Pointis-de-Rivière[7]
- Saint-Béat[8](seule la partie Est de la commune séparée par la Garonne)
- Saint-Pé-d'Ardet[9]
- Valentine[10]

## Statut
Le Petit-Comminges était l'un des vingt-quatre diocèses civils de la province du Languedoc et l'un des douze diocèses civils relevant de la généralité de Toulouse.